# Самовільне залишення частини
|  | Солдати, реєструйтеся в найближчому відомстві армії. Ті, хто приєднується до цивільних біженців чи перебуває без діла в цивільних квартирах, вважаються дезертирами. Данцигці, дотримуйтеся дисципліни! Паніка та поширення чуток є найкращими союзниками більшовиків.Оригінальний текст (нім.) Soldaten meldet Euch bei der nächsten Heeresdienststelle. Wer mit Ziviltrecks zieht oder sich in Privatquartieren herumdrückt, gilt als fahnenflüchtig. Danziger, haltet Disziplin! Panik und Gerüchtemacherei sind die besten Bundesgenossen der Bolschewisten. |

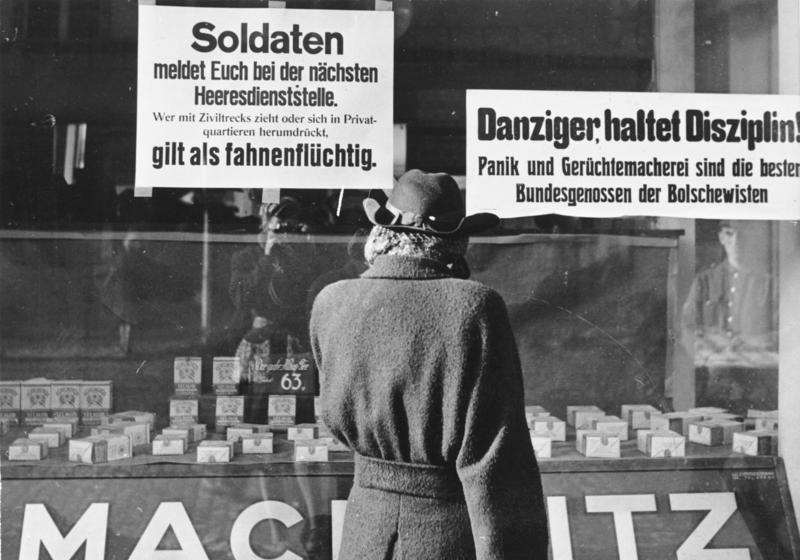
Оголошення Третього рейху на вітрині бакалійної крамниці у місті Данциг, лютий 1945 р.
Солдати, реєструйтеся в найближчому відомстві армії. Ті, хто приєднується до цивільних біженців чи перебуває без діла в цивільних квартирах, вважаються дезертирами. Данцигці, дотримуйтеся дисципліни! Паніка та поширення чуток є найкращими союзниками більшовиків.

Самовільне залишення частини (СЗЧ) — залишення військовослужбовцем строкової служби без відповідного дозволу території розташування військової частини або місця служби на строк понад одну (але не більше трьох) або менше однієї доби, але повторно протягом трьох місяців служби. Як «самовільна відсутність» кваліфікується також «неявка військовослужбовця» (в ті ж терміни) без поважних причин на службу у разі звільнення з частини, повернення з відрядження, відпустки, лікувального закладу і так далі. Відповідно до існуючих законів, особи, які вчинили «самовільну відсутність» притягуються до кримінальної відповідальності, але тим не менш, у мирний час за «самовільну відсутність» при пом'якшуючих обставинах, замість кримінальної відповідальності, можуть бути застосовані заходи дисциплінарного впливу.
Відсутність військовослужбовця в розташуванні частини
або на місці служби без дозволу на те командира (начальника) з приводу законних (надзвичайних) підстав, які виправдовують цю відсутність. Під територією військової частини розуміється місце розташування казарм, наметів, інших приміщень, де постійно або тимчасово проживають і проходять службу військовослужбовці. Місце служби може перебувати за межами військової частини, там, де військовослужбовець наразі виконує службові обов'язки (місце тимчасового наряду, роботи, ешелону, маршруту руху, поїзду і так далі). Наприклад, в Росії законом встановлені терміни, для того щоб відсутність військовослужбовця було кваліфіковано як самовільне залишення частини
, однак і більш короткочасна відсутність військовослужбовця з частини або місця служби може бути прирівняне до дезертирства, якщо було встановлено, що військовослужбовець самовільно покинув частину з наміром ухилитися від військової служби зовсім або на тривалий час. Самовільне залишення частини (СЗЧ) відбувається за допомогою активних дій, прирівняна до нього неявка в строк до місця несення служби здійснюється шляхом бездіяльності. Тривалість самовільної відлучки обчислюється з моменту самовільного залишення військовослужбовцем частини або місця служби.

## У військово-кримінальному праві СРСР
Положення про військові злочини 1924 року встановлювало в якості одної з ознак розмежування самовільної відлучки і втечі (тоді це називалося саме так) умова добровільної явки. Однак надалі військово-кримінальне законодавство СРСР відмовилося від цієї ознаки. Після введення поняття дезертирства в військово-кримінальне законодавство, для розмежування між ними вживалася формулювання «замах на дезертирство». До моменту видання Указу Президії Верховної Ради СРСР «Про внесення змін і доповнень до Положення про військові злочини» від 15 лютого 1957 р. в радянському кримінальному законі існували різні визначення дезертирства щодо військовослужбовців строкової служби, з одного боку, і щодо осіб офіцерського складу та військовослужбовців надстрокової служби — з іншого: для військовослужбовців строкової служби дезертирством вважалася «самовільна відсутність» тривалістю понад добу; під дезертирством же осіб офіцерського складу та військовослужбовців надстрокової служби розумілося самовільне залишення частини або місця служби тривалістю понад шість діб, а під час кампаній у флоті, маневрів, навчальних, короткострокових, повторних і перевірочних зборів — понад дві доби, а також втеча з частини або з місця служби з наміром довгостроково або зовсім ухилитися від несення обов'язків на військовій службі. Після 1957 р. за самовільною відлучкою стало розумітися відсутність в частині понад добу або хоча і менше доби, але вчинене повторно протягом трьох місяців; під дезертирством — залишення частини з метою ухилення від військової служби. У 1958 р., питома вага самовільних поїздок у структурі військових злочинів становив понад 30 % (бл. 5 тис. задокументованих випадків на 500 тис. — 1 млн не задокументованих). У 1960-і рр. він скоротився на третину, а в 1970-ті — 1980-ті рр. цей склад злочину практично зник з кримінального обліку. Це, однак, не означає що самовільні відлучки перестали відбуватися.

## У військово-кримінальному праві Росії
Сучасне російське кримінальне законодавство не робить відмінностей між «самовільною відлучкою» та «самовільним залишенням частини», — вони фактично об'єднані в одній статті, — підвищено мінімальний термін самовільної відсутності в частині, з якого настає кримінальна відповідальність, з однієї до двох діб, виключена кримінальна відповідальність за повторну самовільну відсутність у частині менш нижньої межі, внесені інші істотні зміни. До того ж не можна говорити про те, що було виключено саме поняття «самовільної відлучки», оскільки окрім кримінальної існує і дисциплінарна відповідальність, і зведення воєдино статей кримінального кодексу, зовсім не означає що військовослужбовець, котрий був відсутній в частині менше двох діб, не нестиме жодного стягнення.
Самовільна відсутність на строк до десяти діб розцінюється як грубий дисциплінарний проступок і тягне за собою дисциплінарну відповідальність. На даний час, поміщення військовослужбовців на гауптвахту застосовується після отримання рішення військового суду.
Залишення військової частини військовослужбовцям за призовом на термін від двох до десяти діб підпадає під дію частини 1 статті 337 КК Росії «Самовільне залишення частини або місця служби» і караються арештом на строк до шести місяців або триманням у дисциплінарному батальйоні військовослужбовців на строк до одного року.
При відсутності військовослужбовця за призовом або за контрактом понад 10 діб, але менше місяця те саме діяння підпадає під дію пункту 3 статті 337 КК Росії і тягне покарання у вигляді позбавлення волі до 3 років. При відсутності понад місяць — пункт 4 тієї ж статті передбачає покарання у вигляді позбавлення волі до 5 років.
Військовослужбовець, який вперше вчинив діяння, передбачені статтею 337 КК Росії, може бути звільнений від кримінальної відповідальності, якщо самовільне залишення частини стало наслідком збігу важких обставин.

## В історії Німеччини
Під час Третього рейху «самовільна відсутність» часто прирівнювалася до «дезертирства» і каралася стратою. У Бундесвері самовільна відсутність до 3 діб розцінюється як проступок, більш тривала відлучка — злочином, який карався позбавленням волі до трьох років.

## У військово-кримінальному праві України
Самовільне залишення військової частини або місця служби військовослужбовцем строкової служби, а також нез'явлення його вчасно без поважних причин на службу у разі звільнення з частини, призначення або переведення, нез'явлення з відрядження, відпустки або з лікувального закладу тривалістю до трьох діб — тягнуть за собою арешт з утриманням на гауптвахті на строк до п'яти діб.
Самовільне залишення військової частини або місця служби військовослужбовцем строкової служби, а також нез'явлення його вчасно без поважних причин на службу у разі звільнення з частини, призначення або переведення, нез'явлення з відрядження, відпустки або з лікувального закладу тривалістю понад три доби, але не більше місяця — караються триманням у дисциплінарному батальйоні на строк до двох років або позбавленням волі на строк до трьох років.

## У мистецтві й літературі
Самоволка нерідко згадується у творах літератури та мистецтва, є предметом пісень і оповідань. Популярності набув вірш О. Т. Твардовського «Самоволка» і пісня гурту Любе «Самоволочка».